# Acción colectiva
La acción colectiva se refiere a la acción realizada en conjunto por un grupo de personas cuyo objetivo es mejorar su condición y lograr un objetivo común. Es un término que tiene formulaciones y teorías en muchas áreas de las ciencias sociales, incluidas la psicología, la sociología, la antropología, la ciencia política y la economía.

## Ciencia política y economía
Teoría económica de la acción colectiva se ocupa de la provisión de los bienes públicos (y otros de consumo colectivo) a través de la colaboración de dos o más individuos y del impacto de las externalidades en el comportamiento de grupo. Es más comúnmente conocida como Teoría de la elección pública. El trabajo fundacional sobre la acción colectiva en el ámbito económico es el artículo de 1937 de Ronald Coase: The Nature of the Firm. En él, Coase introduce el concepto de costos de transacción para explicar el tamaño de las compañías y el problema del costo social en su artículo de 1960, The Problem of Social Cost
También es de importancia el libro de 1965 de Mancur Olson: The Logic of Collective Action: Public Goods and the Theory of Groups. La teoría de Olson explora las fallas de mercado en las cuales la racionalidad del consumidor individual y la búsqueda de ganancias de las compañías no llevan a una provisión eficiente de bienes públicos, i.e. cuando otro nivel de provisión proveería una utilidad a un costo menor. Es necesario destacar, sin embargo, que la teoría no desafía necesariamente el principio de la mano invisible de Adam Smith. Solo limita el dominio en el cual este principio se aplica: a los bienes puramente públicos en mercados competitivos, la búsqueda del interés propio es todavía eficiente.
Además de la economía, la teoría ha encontrado muchas aplicaciones en la ciencia política, sociología y antropología.

## La lógica de la acción colectiva de Mancur Olson
En este libro, Mancur Olson aborda el tema de la acción colectiva, la lógica que sigue a las personas para unirse en grupos, las actuaciones y los aspectos negativos de la acción colectiva. A menudo se da por supuesto que si todos los miembros de un grupo de individuos o de empresas tienen determinado interés en común, el grupo manifestará una tendencia a satisfacerlo. Cada individuo podría estar en uno o varios grupos, ejerciendo una presión de diferente intensidad y explicando la presión ejercida los resultados políticos obtenidos después. También afirma que, pese a que en un principio las clases sociales (que en teoría estaría formado por grupos de personas) se piense que van a actuar por los intereses de sus miembros.
El ejemplo que nos pone es el del Marxismo; el cual afirma que la clase burguesa hace que el gobierno (en las sociedades capitalistas) sirva para sus propios intereses, por eso, según el Marxismo, la clase obrera tiene que conseguir una autoconciencia de su clase y de su situación. Una vez que esto haya ocurrido, la clase obrera se revelará en su propio beneficio y establecerá una dictadura del proletariado.
Sin embargo, Olson afirma que lo anterior (refiriéndose al Marxismo) es erróneo; en el mejor de los casos, las presiones ejercidas por esa clase conseguirán unas ganancias que tendrán que ser compartidas por todos los miembros de las clases, por lo cual, estas ganancias serán pequeñas e iguales. A esto le tenemos que añadir que existen personas que siempre aportan menos o nada a la causa común y se verán beneficiadas por los que los otros hagan en igual medida que ellos; por lo tanto, la acción del grupo será débil en el caso de que exista.
The Logic of Collective Action no solo explica este razonamiento de una forma que el lector pueda comprobar todos los pasos llevados a cabo para llegar a esta conclusión, también emplea datos empíricos de los Estados Unidos —único país en el que se estudiaron todos los poderosos grupos de interés según él— para afirmarla. El libro también trata sobre las organizaciones colectivas —tanto formales (sindicatos, asociaciones profesionales, organizaciones agrarias, grupos de presión) como informales (carecientes de una organización formal)—, de los cuales afirma que estos grupos, cuando consiguen una mejora para ellos (por ejemplo, una organización agraria que consigue el aumento del precio de sus productos), hace que otros empeoren (el consumidor que tiene que pagar más por su producto).
Si se diesen una conducta individual, voluntaria y racional —en la mayoría de los casos— haría que este tipo de grupos, así como el gobierno y los carteles no existiesen. Destacable son lo que él llama los incentivos selectivos, los cuales son los que se aplican selectivamente a los individuos según contribuyan o no a procurar el bien colectivo. Estos pueden ser positivos o negativos. Por ejemplo, quién no paga los impuestos, es sancionado por el gobierno (incentivos selectivos). Los incentivos selectivos sirven como herramienta para conseguir el objetivo común.
Otros incentivo selectivo —el más grave de todos— sería la pena de muerte (legal en muchos estados de los Estados Unidos). También es el ostracismo otro incentivo selectivo a destacar. Dependiendo del país, los incentivos selectivos legales negativos son unos u otros (por ejemplo; en España no es legal la pena de muerte, mientras que en USA, en algunos estados es legal).
Para Olson, "sólo un incentivo individual y selectivo estimularía a una persona racional de un grupo latente a actuar con un espíritu grupal"; es decir, solo un beneficio reservado estrictamente a miembros de un grupo motivaría a alguien a unirse y contribuir al grupo.

## El poder y la acción colectiva
Sidney Tarrow es otro autor que hablará sobre el poder de la acción colectiva a la hora de modificar o influir en decisiones que son tomadas desde el gobierno. Gran importancia tendrá la marcha celebrada el 25 de abril de 1993 en Washington D. C. a favor de los derechos de los homosexuales. Se calcula que un millón de personas de gran diversidad (pertenecientes a distintos grupos sociales) participaron en la manifestación en defensa de un derecho individual (por el cual muchas personas que participaron en esa marcha no le afectan de una forma directa).
Tarrow plantea que los movimientos dependen de sus entornos exteriores (y especialmente de las oportunidades políticas) para la coordinación y mantenimiento de las acciones colectivas. También abordará sobre Marx, Lenin, Gramsci y la acción colectiva, así como la forma que tenían los tres anteriores de entenderla.
Marx entendía que la sociedad capitalista se dividía en dos clases sociales; la burguesía (quienes poseen los medios de producción) y la clase trabajadora —o proletariado— (quienes no poseen los medios de producción). La explotación del segundo crea o hace crecer la riqueza del primero. Marx defendía que la clase trabajadora debía de tomar conciencia como tal y, por medio de la acción colectiva acabar con el capitalismo e imponer el comunismo.
La acción colectiva ha sido la causante de avances en muchas poblaciones del mundo. Un ejemplo es el de Sudáfrica y Nelson Mandela. Este (junto a los demás que lucharon por ello) consiguió muchas mejoras para su pueblo, en un contexto histórico y social donde el hombre blanco era superior al hombre negro, pese a ser los negros los indígenas. Mediante la acción colectiva, manifestaciones, sabotajes y otras acciones (tanto violentas como no violentas), Nelson Mandela consiguió una progresiva igualdad entre el hombre blanco y del hombre negro. Fue gracias a la acción colectiva por la cual Mandela (quién junto a otras personas) la encabezó, pudo ganar las elecciones de 1990 y conseguir una igualdad social y jurídica sobre todo.